# カレラ・パナメリカーナ・メヒコ

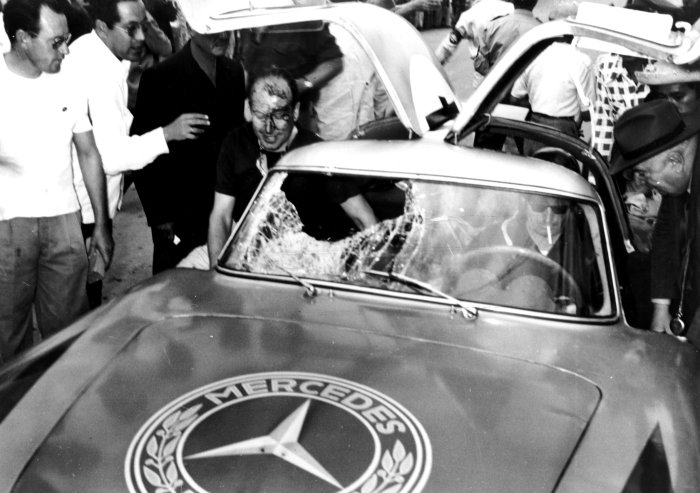
鳥がぶつかり破損したメルセデス・ベンツ300SL（1952年）

カレラ・パナメリカーナ・メヒコ（スペイン語:Carrera Panamericana México ）は、1950年から1954年にかけてメキシコ合衆国で行われた公道を使った自動車レースである。

## 概要

### メキシコ縦断公道レース
当時イタリアで行われていたミッレミリアやタルガ・フローリオなどの公道レースを手本に、アメリカ大陸縦断道路「パンアメリカンハイウェイ」のメキシコ国内部分の完成を記念した公道レースとして、当時石油や銀の輸出などで裕福であったメキシコ政府の大々的な支援の下、1950年より開催された。
レースはアメリカとの国境付近からスタートし、グアテマラ国境付近までを縦断する総延長3,113kmのルートを5日間かけて走破し、各ステージの合計タイムで最終成績が決まった。ただし各区間ごとに時間制限があり、それを超えると失格となる。平野部の延々と続く直線区間、海抜3,000mを超える山岳部の曲がりくねった未舗装路など、コース状況は変化に富み、人車ともにタフでなければ走りきれないことから「世界でもっとも過酷なレース」と呼ばれた。

### バラエティに富む参加車

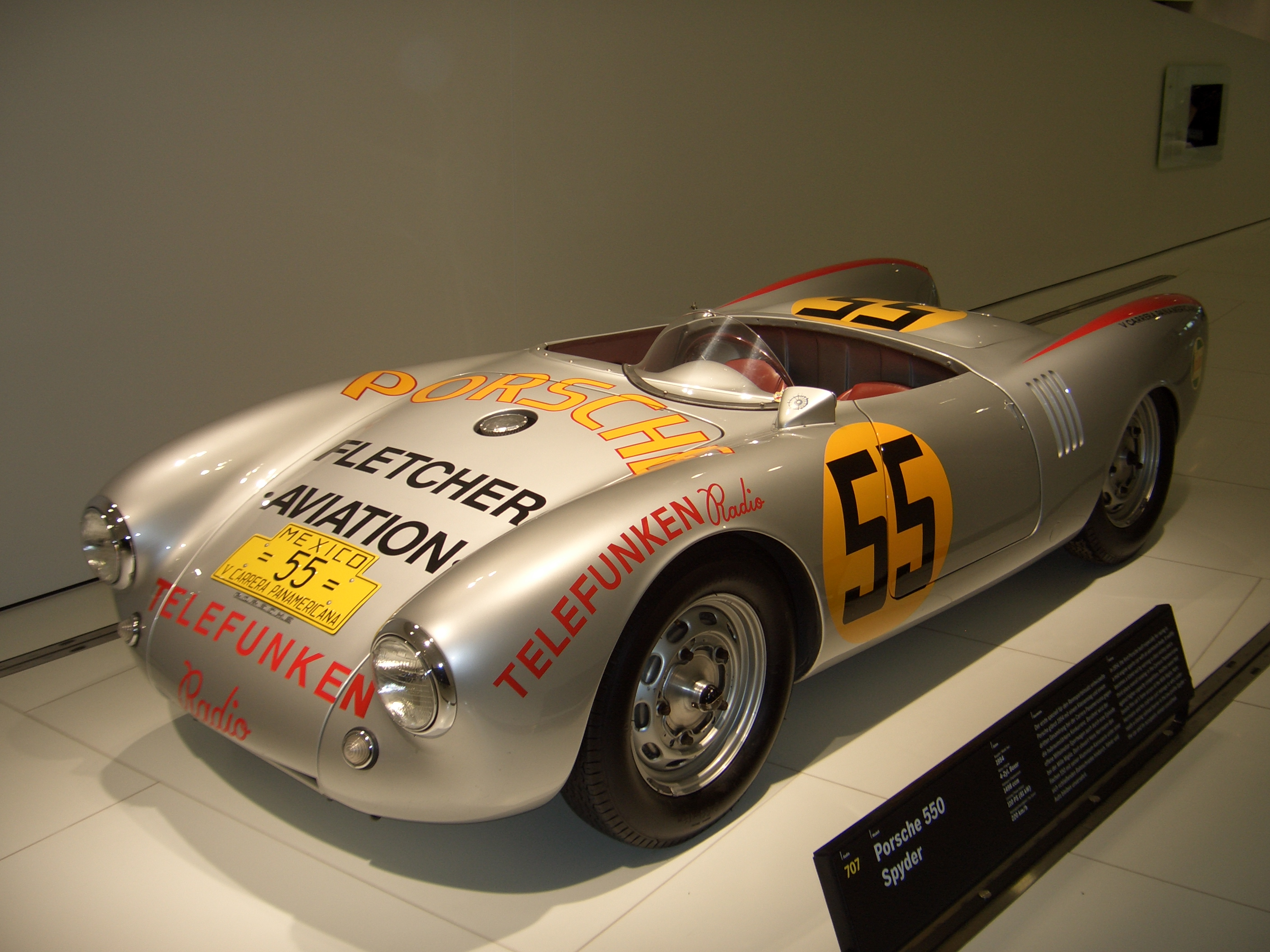
ポルシェ・550/1500RSスパイダー（1954年出場車）

アメリカの隣国という土地柄、キャデラックやリンカーン、パッカードなどのアメリカのメーカーやレーシングドライバーが多数出場していたのが特徴だが、もちろんメルセデス・ベンツやポルシェ、フェラーリなどのヨーロッパの主要メーカーも多数参加し、メキシコの荒れ果てた大地をアメリカの大排気量ツーリングカーとヨーロッパのスポーツカーが走り回るという、他の公道レースにはないダイナミックな魅力が売りであった。
ヨーロッパのメーカーは大市場であるアメリカへの格好アピールの場として非常に力を入れており、ワークスやセミワークス車にスターリング・モス（メルセデスベンツ）やフィル・ヒル（フェラーリ）、ハンス・ヘルマン（ポルシェ）などのトップドライバーを乗せた。特にフェラーリやポルシェは、毎年カレラ・パナメリカーナ・メヒコのために特別に開発したマシンを持ち込むなどの力の入れようであった。
なお、ポルシェの主要モデルとして知られるポルシェ911カレラの「カレラ」のネーミングは、カレラ・パナメリカーナ・メヒコ向け特別モデルから取られたものである。ポルシェは後に「パナメーラ」も販売している。メルセデスはアメリカのディーラーからの提案を受けて、1952年大会で優勝した300SL（ガルウィング・クーペ）を市販モデルとして発売した。300SLに採用されていた縦型フィンのグリルはパナメリカーナグリルと名付けられ、その後AMGモデルに採用され、AMGの最強モデルを示す証となった。
また、アメリカのバックヤード・ビルダーが部品をかき集め、独自に組み立てた「カバッロ・デ・イエロ」（鉄の馬）などのワンオフ車が多数出場しているのも特徴の一つであった。

### 独裁政権の広告塔
また、このレースは当時そのほとんどが軍事独裁政権であったラテンアメリカ諸国の国威発揚の場としても利用され、アルゼンチンのフアン・ペロンは、1953年のレースに前年に亡くなったファーストレディのエバ・ペロンの顔をボンネットに描いたポルシェを参戦させ、ドミニカ共和国の独裁者ラファエル・トルヒーヨは、自らのポケットマネーを投じて購入したスペインの名車ペガソを走らせるなど、レース参加車を自らの広告塔として利用した。

### 終焉
1953年には、この年創設されたスポーツカー世界選手権のカレンダーに入り、1953年・1954年ともシリーズ最終戦として開催された。
しかし、この様に年々激しさと華やかさが増していったものの、毎年ドライバーの死亡事故がおきるなど危険なレースとしても知られており、1954年を最後にメキシコ政府はレースの開催を取りやめた。理由はレースそのものの危険性のほかに、翌年1955年のル・マン24時間で発生した82人が死亡する大惨事による影響も一因となっている。ただしR.V.フランケンベルグは「地すべりと水害によりコースの多くの箇所が被害を受け、もはやレースをするのが不可能な状態となった」ことを原因としている。

## 復刻版
他の著名な公道レース同様、当時の出走車を中心とした「復刻版」が度々行われている。

## 主な参加車
- リンカーン・カプリ（1951年）
- メルセデス・ベンツ・300SL"カレラ・パナメリカーナ・メヒコ"（1952年）
- フェラーリ・330"メキシコ" （1952年）
- ポルシェ・550"カレラ"（1953年）
- フェラーリ・250"モンツァ・カレラ・パナメリカーナ"（1954年）
- ペガソ・Z-102（1954年）

## 各年の勝者
| 次第 | 開催年 | 第1ドライバー                | 第2ドライバー                                      | 車両                                | 総時間                       |
| ---- | ------ | ---------------------------- | -------------------------------------------------- | ----------------------------------- | ---------------------------- |
| 1    | 1950年 | ハーシェル・マクグリフ       | レイ・エリオット (Ray Elliott)                     | オールズモビル・88                  | 27時間 (h) 34分 (m) 25秒 (s) |
| 2    | 1951年 | ピエロ・タルッフィ           | ルイジ・キネッティ                                 | フェラーリ・212インテルヴィニャーレ | 21h57m52s                    |
| 3    | 1952年 | カール・クリンク             | ハンス・クレンク                                   | メルセデス・ベンツ・300SL           | 18h51m19s                    |
| 4    | 1953年 | ファン・マヌエル・ファンジオ | ジーノ・ブロンツォーニ                             | ランチア・D24                       | 18h11m00s                    |
| 5    | 1954年 | ウンベルト・マリオリ         | アーウィン・ゴールドシュミット (Erwin Goldschmidt) | フェラーリ・375ピニンファリーナ     | 17h40m26s                    |

## 関連事項
- ミッレミリア
- スポーツカーレース
- スポーツカー世界選手権
- タグホイヤー - 代表的モデル「カレラ」は当レースにちなんで命名された。